# Закон Украины «О правовом режиме территории, подвергшейся радиоактивному загрязнению вследствие Чернобыльской катастрофы»
Закон «О правовом режиме территории, подвергшейся радиоактивному загрязнению вследствие Чернобыльской катастрофы» (укр. Про правовий режим території, що зазнала радіоактивного забруднення внаслідок Чорнобильської катастрофи; номер — № 791а-XII) — закон, принятый Верховной радой УССР 27 февраля 1991 года для правового регулирования Чернобыльской зоны отчуждения.
Закон регулирует вопрос разделения территории на соответствующие зоны, режим их использования и охраны, условия проживания и работы населения, хозяйственную, научно-исследовательскую и иную деятельность в этих зонах. Закон закрепляет и гарантирует обеспечение режима использования и охраны указанных территорий с целью уменьшения действия радиоактивного облучения на здоровье человека и на экологические системы.

## Содержание закона
Согласно закону, к территории, подвергшейся радиоактивному загрязнению вследствие Чернобыльской катастрофы, в пределах Украины принадлежат территории, на которых возникло стойкое загрязнение окружающей среды радиоактивными веществами сверх доаварийного уровня, что с учетом природно-климатической и комплексной экологической характеристики конкретных территорий может привести к облучению населения свыше 1,0 мЗв (0,1 бэр) за год, и которое требует принятия мероприятий по радиационной защите населения и других специальных вмешательств, направленных на необходимость ограничения дополнительного облучения населения, обусловленного Чернобыльской катастрофой, и обеспечения его нормальной хозяйственной деятельности.
В зависимости от ландшафтных и геохимических особенностей почв, величины превышения природного доаварийного уровня накопления
радионуклидов в окружающей среде, связанных с ними степеней возможного негативного влияния на здоровье населения, требований по осуществлению радиационной защиты населения и других специальных мероприятий, с учетом общих производственных и
социально-бытовых отношений территория, подвергшеяся радиоактивному загрязнению вследствие Чернобыльской катастрофы, делится на
зоны:
- зона отчуждения — это территория, с которой проведена эвакуация населения в 1986 году;
- зона безусловного (обязательного) отселения — это территория, подвергшаяся интенсивному загрязнению долгоживущими радионуклидами с плотностью загрязнения почвы сверх доаварийного уровеня радиоцезием от 15,0 Ки/км² и выше, или стронция от 3,0 Ки/км² и выше, или плутония от 0,1 Ки/км² и выше, где расчетная эффективная эквивалентная доза облучения человека с учетом коэффициентов миграции радионуклидов в растения и других факторов может превысить 5,0 мЗв (0,5 бэр) за год, более дозы, которую он получал в доаварийный период;
- зона гарантированного добровольного отселения — это территория с плотностью загрязнения почвы сверх доаварийного уровня радиоцезием от 5,0 до 15,0 Ки/км², или стронция от 0,15 до 3,0 Ки/км², или плутония от 0,01 до 0,1 Ки/км², где расчетная эффективная эквивалентная доза облучения человека с учетом коэффициентов миграции радионуклидов в растения и других факторов может превысить 1,0 мЗв (0,1 бэр) за год, сверх дозы, которую он получал в доаварийный период.